# Tomáš Enge
Tomáš Enge (Liberec, República Checa; 11 de septiembre de 1976) es un expiloto de automovilismo checo. Disputó los 3 Grandes Premios de la temporada 2001 de Fórmula 1 con Prost, reemplazando a Luciano Burti, accidentado en el Gran Premio de Bélgica. También se hizo conocido al haber sido el primer piloto en tener un caso de dopaje por consumo de marihuana en el automovilismo mundial, perdiendo de este modo su campeonato de Fórmula 3000 Internacional en 2002.
Entre otras categorías, corrío en IndyCar Series entre 2004 y 2006, con los equipos Patrick Racing, Panther Racing y Cheever Racing, en 2009 ganó en la European Le Mans Series (clase LMP1) con el equipo Aston Martin, y disputó las 24 Horas de Le Mans de 2002 a 2010.

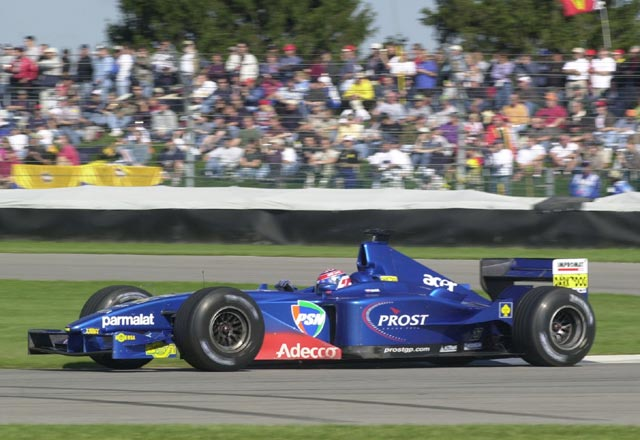
Enge en el Gran Premio de los Estados Unidos de 2001.

## Resultados

### Fórmula 1
(Clave) (negrita indica pole position) (cursiva indica vuelta rápida)
| Año  | Escudería  | 1   | 2   | 3   | 4   | 5   | 6   | 7   | 8   | 9   | 10  | 11  | 12  | 13  | 14  | 15     | 16     | 17      | Pos. | Puntos |
| ---- | ---------- | --- | --- | --- | --- | --- | --- | --- | --- | --- | --- | --- | --- | --- | --- | ------ | ------ | ------- | ---- | ------ |
| 2001 | Prost Acer | AUS | MYS | BRA | SMR | ESP | AUT | MON | CAN | EUR | FRA | GBR | GER | HUN | BEL | ITA 12 | USA 14 | JPN Ret | 24º  | 0      |

### Rally Dakar

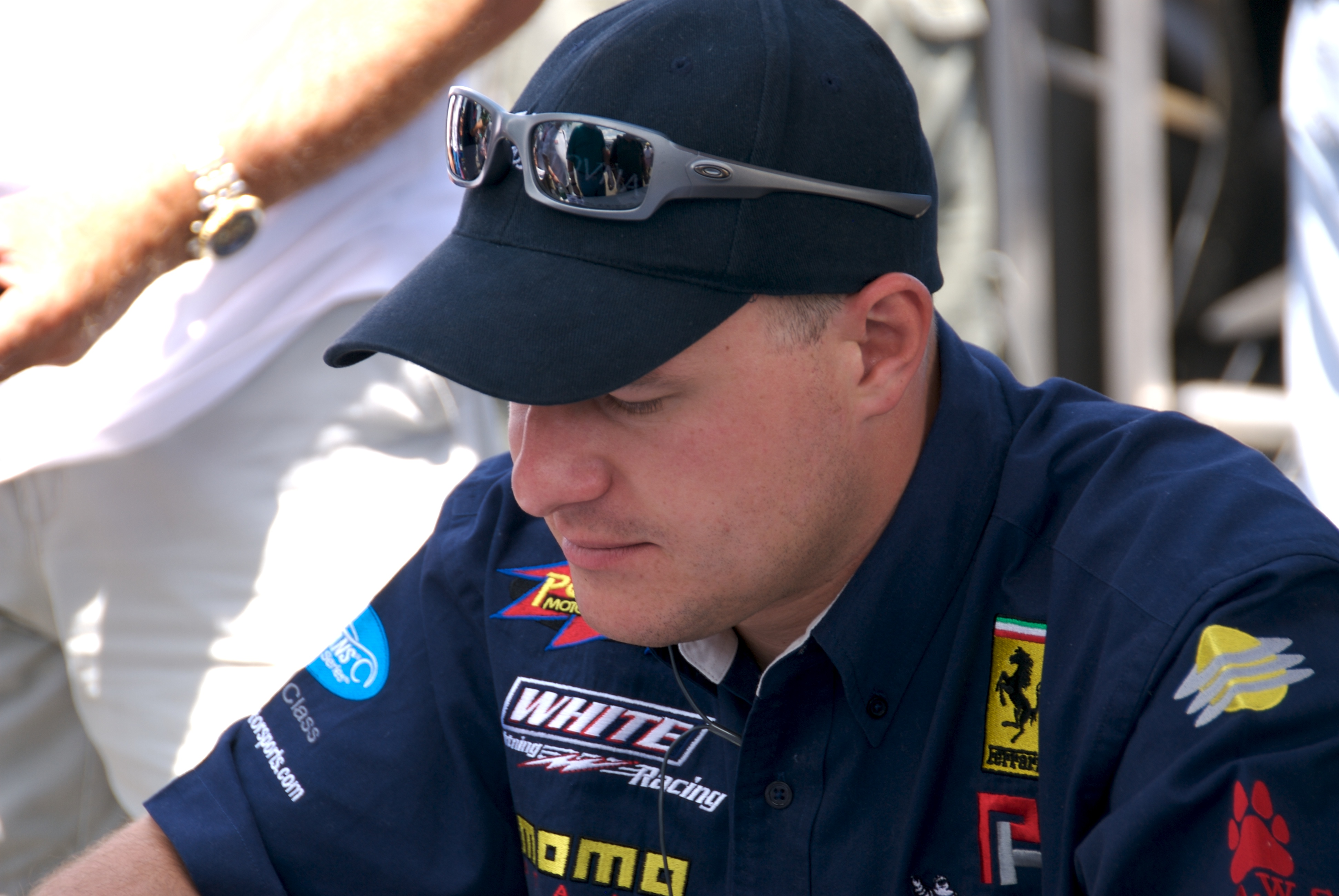
Tomáš en 2007

| Año     | Categoría  | Vehículo | Posición | Etapas |
| ------- | ---------- | -------- | -------- | ------ |
| 2021    | P. Ligeros | Can-Am   | 10.º     | -      |
| Fuente: |            |          |          |        |